# Edna Woolman Chase
Edna Woolman Chase (Asbury Park, 14 marzo 1877 – Sarasota, 20 marzo 1957) è stata un'editrice statunitense, caporedattrice della rivista Vogue dal 1914 al 1952.

## Biografia
Nacque il 14 marzo 1877 ad Asbury Park, nel New Jersey. Figlia di Franklyn Allaway e Laura Woolman.
Dopo il divorzio dei genitori, è stata cresciuta dai nonni. Da adolescente si trasferisce a New York con la madre.
Nel 1902 sposò Francis Dane Chase, commerciante e poi direttore dell'Hotel Colonial di New York. Ebbero una figlia, l'attrice Ilka Chase. Il marito aveva problemi a mantenere la famiglia e alla fine divorziarono. In seguito sposò l'ingegnere Richard Newton nel 1921.
La prima posizione di Chase a Vogue fu quella di addetta alla posta. Quando Condé Montrose Nast rilevò Vogue nel 1909, chiese a Chase di continuare a scrivere con il suo nome da sposata, anche se era divorziata. Nel 1914, Nast la nominò caporedattrice, posizione che avrebbe mantenuto fino al 1952.
Un contributo importante alla moda che Chase diede, lo stesso anno in cui fu nominata caporedattrice, fu l'organizzazione della prima sfilata di moda. A causa della Prima Guerra Mondiale, i produttori di abbigliamento avevano chiuso i loro locali a Parigi. Poiché la maggior parte degli abiti presentati su Vogue proveniva da Parigi, la Chase prese in mano la situazione e chiamò le sartorie di New York per far loro confezionare gli abiti da presentare in una sfilata. Questo spinse altri produttori a iniziare a produrre abiti negli Stati Uniti e a venderli a prezzi moderati.
Un altro grande contributo fu il Fashion Group International, nel 1928 Chase riunì 17 donne di spicco del mondo della moda. Il Fashion Group International pubblicizzò la moda americana e il ruolo delle donne nell'industria. Il Fashion Group International è tuttora in attività.
Edna Woolman Chase morì di infarto mentre era in vacanza a Sarasota, in Florida, il 21 marzo 1957, all'età di 80 anni.